# 椰樹集團

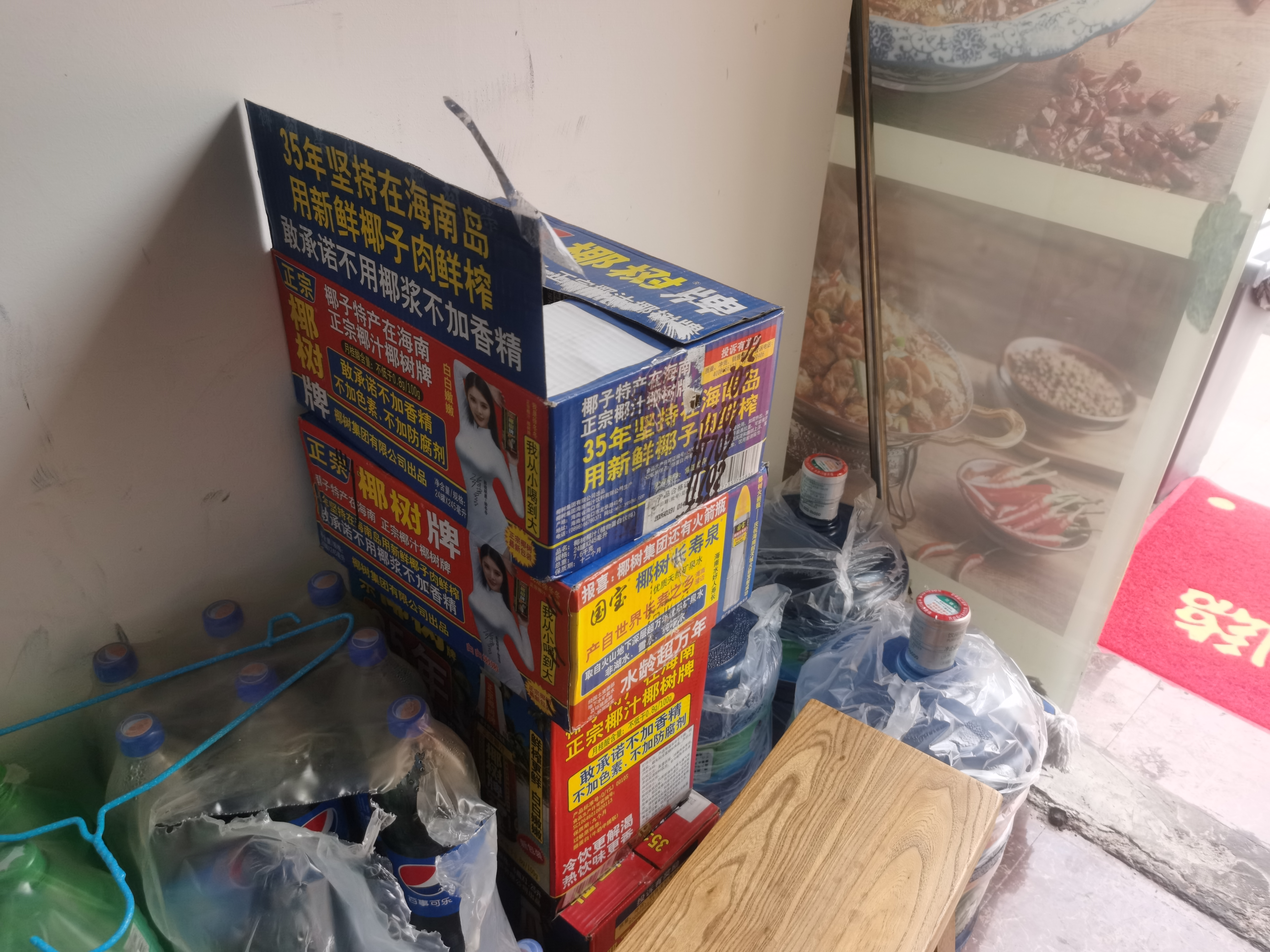
椰树椰汁包装箱

椰樹集團有限公司（英語：Coconut Palm Group Co. Ltd.）簡稱椰樹集團，是中华人民共和国的一家软饮料生产企业，總部位於海南省海口市龙华路41号。现时業務为生產和銷售各種椰子制品（包括椰汁、椰子水、椰果、椰子油）、果汁、牛奶、礦泉水、茶饮以及各种果冻和罐头粥。該公司現為海南省最大的飲料生產企業，2010年至2016年位列海口市工业企业产值第二名、税金第三名。

## 简介
椰树集团前身为於1956年由广东省工业厅投資30万人民币，在原日本商人创办的水恒公司旧址創立的「海口罐頭廠」。1981年至1985年，该厂出現財政問題，5年连续累计亏损718万元，成为广东省“超级亏损大户”。在1986年1月初，王光兴被海口市政府委任廠長，現時為董事長，總經理為趙波。在1986年，椰树集团推行“破三铁”等4项改革，实行“分灶吃饭”、“三包六放权”，改变之前“吃大锅饭”的平均工资制度。
该厂早年生产罐头产品，1987年该厂解决“天然椰汁的油水分离”技术难题，开始投产天然椰子汁，投产后该厂扭亏为盈。此后该厂以生产罐装饮料为主，逐渐淘汰食品罐头。1992年起，海口罐頭廠进入中国500家大型工业企业行列；1994年，椰树牌椰汁在全国饮料产品中销量排名第一。
1995年，海口罐头厂被中华人民共和国国务院确定为现代企业制度百户试点单位，改制为椰树集团有限公司，并开始试点进行投资主体多元化改革。集团成立了椰树员工持股会，先后投资控股椰树制罐工业有限公司、海南椰汁饮料有限公司、喜仕佳饮料有限公司、海口椰宝食品有限公司、椰树食品果酱有限公司等。2006年实现民营化。在整体改制时，也面临着向外卖还是卖给内部员工的问题争论。2002年，海南省人民政府同意省经贸厅提出的由椰树员工内部持股的意见，但不同意向外转让。

## 爭議
椰树集团广告多次被指涉嫌低俗营销、带有色情意味、虚假宣传等。椰树椰汁的广告长期以年轻貌美、胸部丰满、衣着暴露的女子作为主题，多次暗示或直接宣传产品有丰胸作用。
2009年左右，椰树集团使用了“老婆喜欢老公喝椰树牌石榴汁”、“怕不行，喝椰树牌石榴汁”、“木瓜饱满我丰满”等广告词。2009年6月，海口市工商局勒令撤下海口公交车上的椰树牌石榴汁广告，对海南海钰广告有限公司罚款一千元人民币。
2017年，椰树牌椰汁的新版广告引发争议。广告图片的主角为一位衣着暴露、胸部丰满的年轻女子，广告词为“每天一杯、白嫩丰满”；一些户外广告使用了“用椰汁擦乳，每日多饮椰汁能使乳房饱满”广告词；网上视频广告中，几位胸部丰满、手捧椰汁的年轻女子说着“曲线动人，白嫩丰满”的广告词；椰树集团网站上有“木瓜饱满我丰满”、“椰子有利男女”、“椰汁增大乳房之说”等宣传资料，声称椰汁可使“性活力及分泌都大大增强”。有人认为椰树集团的广告是在打色情擦边球，违反了《中华人民共和国广告法》第三条和第九条的规定，工商行政部门应当进行查处。此外，宣传椰汁具有丰胸功效也违反了中华人民共和国的法律规定，商家不得宣传食品的功能。有营养学专家质疑椰汁的丰胸作用，称饮料有没有丰胸作用取决于有没有添加激素，而饮料不可以添加激素。椰树集团回应称椰汁产品并未添加新成分，公司没有对椰汁的丰胸作用开展过研究，椰汁丰胸的信息来自1997年出版的香港《东方日报》，东南亚有相关研究，如购买整箱产品可以看到相关资料。而在2018年11月，杭州《都市快报》报道称，有一女士带孩子去电影院看电影，在电影放映前就有播出椰树牌椰汁的广告，令孩子感到不安。
2019年，椰樹牌椰汁的新包装再次引起争议。新版广告中，三位胸部丰满的年轻女子手拿椰汁，身旁写有台词“我从小喝到大”、“我也是，从小喝到大”和广告语“用椰汁擦乳，每日多饮椰汁能使乳房饱满”；新包装则在代言人徐冬冬照片旁写有“我从小喝到大”。有人认为，广告突出女性胸部饱满，因而“我从小喝到大”是在暗示丰胸作用。徐冬冬、椰树集团回应称，广告词的意思是代言人小时候就开始喝椰汁，并非指丰胸作用。文案中大剌剌宣传椰汁有丰胸效果，因而被大量网友吐槽。該牌椰汁並非首度因广告引起争议。近來該牌椰汁廣告总是围绕女性身材做文章，不論是廣告語“每天一杯椰树牌椰汁，曲线动人，白嫩丰满”的还是添入的女性图案都向外界传递极强暗示。广告用语總是追求低俗可能触法。該牌椰汁作为普通饮品却宣传丰胸功能，涉嫌违反《广告法》。而中山大学公共卫生学院营养学系主任蒋卓勤表示“椰汁只是一款饮料，并非保健品，因此没有功能之谈”。接到网友举报后，海口市工商行政管理局于2月13日表示，已介入调查处理該牌椰汁广告事件。《經濟日報》批判該集團以低俗廣告吸睛。在海口市工商局宣布对椰树集团介入调查后，椰树集团已经主动配合撤下公司门口的涉事宣传海报。
2019年2月14日，椰树集团官方微博时隔6个月更新微博，发布一篇名为“陪伴我们一起长大的椰树牌椰汁~我从小喝到大~”的微博，并配以一条椰树椰汁的广告片。新广告的主角换成了小学生、中学生、大学生以及母亲形象的演员，而此前椰树椰汁广告片中身材丰满的女模特全程出现的情况不复存在，但仍在片头中短暂出现。2月16日，椰树集团发表声明，称“集团所使用的广告词不违反广告法，并称得到中国广告协会批准，工商部门也认可”。
2019年3月18日，国家广播电视总局发布消息称，椰树椰汁部分版本广告因“片面追求感官刺激、宣扬低俗内容、违背社会风尚，价值导向存在偏差，易对广大受众尤其是未成年人产生误导”，违反《中华人民共和国广告法》《广播电视管理条例》《广播电视广告播出管理办法》等规定，要求各级广播电视播出机构立即停播。
2020年8月，有媒体报道椰树集团招聘职业经理要求以房产作抵押，承诺终身在椰树服务，引发争议。有律师认为此行为涉嫌违法。而早在2015年，椰树集团亦被曝光类似事件。海口一市民称，其父母是椰树集团职工，1993年在集团内部购买了一套房子，但是房产证一直被集团扣押，不准员工将房屋转卖，或做抵押贷款所用。其后椰树集团从2015年6月16日起把原应职工要求、由集团统一保管的房产证发回给职工。
2021年3月，椰树集团发布的一则“培养职业经理学校招生广告”引起争议。招生启事显示，总经理有百万年薪，有别墅奖、分红股奖、海景房奖。3月27日，椰树相关工作人员回应称，其介绍招生信息属实，确系椰树集团发布，主要是招募职业经理人，为公司培养、储备人才。其后，海南省市场监管局对椰树集团发布涉嫌违法广告的行为进行立案调查。
2021年4月30日，海南省市场监督管理局以“妨碍社会公共秩序或者违背社会良好风尚”为由，对椰树集团做出罚款40万元人民币的处罚。
2023年3月1日，椰树集团官方微博发布一则招生广告，广告内容显示“培养正副总经理学校”第五期学员招生，称入学“有车、有房、有高薪、有前途、能致富”，引发热议。但实质上是提供住宿和代步工具，且要达到年薪16.8万才能领取。
2024年5月6日，椰树集团因“椰汁擦乳”广告“违背公序良俗”，被海口市市场监督管理局龙华分局行政处罚40万元。椰树集团5月9日表示，“用椰汁擦乳”是科普教育而非商业广告，另外其官网登载“连续七年亏损，第二次破产被死里救生，被国务院定为全国百户改制试点”的内容是厂史教育。